# サテュリコン

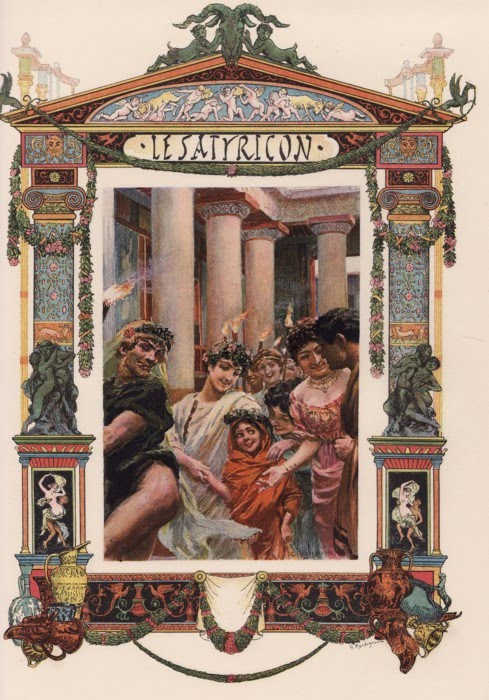
サテュリコン

『サテュリコン』（Satyricon）は、ペトロニウスによって書かれたと推定される、ネロ期の堕落した古代ローマを描いた小説。その内容の退廃性や登場人物の悪徳ぶりからピカレスク小説にも分類されるが、風刺的な内容もふんだんに含まれている。現存するのは、14、15、16巻の、3巻の抄録であり、現在には完全な形では残っていない。その中でも比較的分量の残っている「トルマルキオの饗宴」の場面は有名。

## 内容
好色で遊び好きな男性三人組（途中でメンバーは入れ替わる）の道中記の形をとっている。語り手は若い修辞学生・エンコルピウスである。舞台はイタリアやギリシアであるとされるが、地名が特定されない、もしくは写本が欠けているなどの事情で地名不詳の箇所も多い。淫らな男女が登場しては絡み合い、美少年の奴隷をめぐる少年愛の描写もなされている。その文学性だけでなく、当時のローマの風俗を知るための資料性も評価されている。

### 登場人物
エンコルピウス（Encolpius）教師アガメムノンの経営する修辞学校の若い男子学生。『サテュリコン』の道中記は彼の視点から描写されている。
ギトン（Giton）奴隷身分の少年。エンコルピウスの寵愛する美少年であり、三人組の一員として旅に同行する。
アスキュルトス（Ascyltos）現存する写本の最初で主人公となっている三人組の一員。好色な男である。
トリマルキオ（Trimalchio）金持ちの解放奴隷であり、有名な「トリマルキオの饗宴」の主人役をつとめる。派手好きの成金である。

### トリマルキオの饗宴
『サテュリコン』でもっとも有名なシーンが、「トリマルキオの饗宴」と呼ばれる豪奢で頽廃的な宴会の場面である。写本が大幅に欠損している『サテュリコン』の中でも、宴会の始まりから終わりまで一貫したシーンとしてテクストが残されている貴重な場面である。ローマの宮廷や権力者らの私邸で行われていた饗宴文化を考証する資料ともなっている。
主人公一行はその道中、トリマルキオなる人物の開いた饗宴にもてなされることになる。饗宴の主人であるトリマルキオは、解放奴隷という設定である。ネロ時代のローマでは、奴隷身分だった者が解放され巨万の富を得て台頭するという例が多く見られた。トリマルキオという人物の設定もこうした新興の富豪を描写したものである。彼は洗練された人物としてではなく、派手な装いで登場すればその悪趣味を賓客にくすくすと笑われ、教養人を装って古典の知識を披露すれば間違いを露呈してばかりであるなど、むしろ滑稽さをもったキャラクターとして描かれる。
当時高級とされていた食材をふんだんに使った料理の描写に加え、趣向を凝らした器についても作中で詳しい説明つきで語られる。また、料理や歓談だけでなく余興も趣向を凝らした内容となっている。曲芸師によるパフォーマンスや剣闘士競技が披露され、「動く天井から土産物が降ってくる」といった大掛かりな装置の描写まである。

## 日本語訳
- 『サテュリコン 古代ローマの諷刺小説』國原吉之助訳、岩波文庫 1991
- 『トリマルキオーの饗宴』岩崎良三訳、青木書店 1941
  - 『サテュリコン 全訳』岩崎良三訳、創元社 1952
- 『ローマの饗宴』野上一夫訳、紫書房 1952 - 以下は編訳本
- 『性狂乱のローマ娘』根岸達夫訳、浪速書房 1970

## 文学作品
- 『クオ・ワディス』[2]（木村彰一訳、岩波文庫 全3巻 1995年、同ワイド版 2007年）

19世紀から20世紀初頭のポーランドの作家ヘンリク・シェンキェヴィチの歴史小説。
ペトロニウスは、主人公マルクス・ウィニキウス（創作人物）のおじで登場。

## 映画化
- 1969年にフェデリコ・フェリーニにより、イタリア・フランス合作で映画化された。日本では『サテリコン』の題で公開。